# Abd el-Fattáh el-Burhán
Abd el-Fattáh Abd er-Rahmán el-Burhán (arabul: عبد الفتاح عبد الرحمن البرهان; Qandato, 1960 –) szudáni politikus, hivatásos katonatiszt, a szudáni fegyveres erők főparancsnokaként Szudán de facto államfője (2019 óta).

## Életpályája
Falun született 1960-ban, Kartúmtól északra, vallásos, szúfi családban. Általános és középiskolai tanulmányait szülőfalujában kezdte, de a közeli Shendi városában fejezte be, majd a szudáni katonai akadémián diplomázott. Nem sokkal később részt vett a második szudáni polgárháborúban – melyben a dél-szudániak a függetlenségük elnyeréséért harcoltak 1983 és 2005 között –, majd a nyugat-szudáni Dárfúr tartományban 2003-ban kezdődött felkelés leverésében. Egy rövid ideig Szudán pekingi véderő attaséja volt.
Katonai ismereteit előbb Egyiptomban, majd Jordániában bővítette tovább. Hazájába visszatérve a határőrségnél különböző beosztásokat töltött be, végül határőrizeti erők élére került, később pedig a szárazföldi erők vezérkari főnökének műveleti helyettese lett. Ebben a minőségében szervezte meg a szudáni csapatok kivezénylését Jemenbe (2015), ahol Rijád kérésére a szudáni csapatok a jemeni síita huti lázadók elleni, Szaúd-Arábia vezette harcokban vettek részt, annak ellenére, hogy az ország vezetése mindaddig inkább a hutikat támogató Iránnal ápolt jó kapcsolatokat. A műveletek során befolyásos barátokra tett szert Szaúd-Arábia, és a konfliktusban szintén részt vevő Egyesült Arab Emírségek vezetői körében.
2018-ban kinevezték a szárazföldi erők vezérkari főnökének, 2019 februárban pedig a hadsereg főfelügyelőjévé. A hadsereg komoly veszteségeket szenvedett el Jemenben, miközben Szudánban egyre nőtt az elégedetlenség az árak emelkedése miatt. A tömegtüntetések hatására 2019. április 11-én katonai vezetők egy csoportja megbuktatta Omar el-Basírt, az irányítást átvevő katonai tanács élére az az Avád Mohamed Ahmed Ibn Auf altábornagy került, akit azzal vádoltak, hogy a nyugat-szudáni Dárfúrban háborús bűnöket követett el. A demonstrálók követelésének engedve másnap lemondott az Átmeneti Katonai Tanács éléről, átengedve azt el-Burhánnak (április 12.).
Négy hónappal később, augusztus 20-án, a polgári-katonai megállapodás révén létrejött tizenegy (hat civil és öt katona) tagú „szuverén tanács” elnöke lett, melynek feladata lett volna – valamivel több mint három évig – az új, demokratikus választások megtartásáig vezetni az országot. 2021 szeptemberében a hadsereg meghiúsított egy iszlamista puccskísérletet, melynek keretében a 2019-ig hatalmon levő al-Basír támogatói kívánták átvenni a vezetést. A Szuverén Tanács a civil kormányzat gyengeségét vádolta a puccskísérletért, és ahelyett, hogy el-Burhán átadta volna egy civilnek az elnöki hatalommal felruházott pozícióját – bár a 2020 októberében aláírt jubai megállapodás lehetővé tette számára, hogy további 20 hónapig vezesse a Szuverén Tanácsot, ahelyett, hogy a korábba elfogadott tervek szerint 2021 februárjában lemondott volna –, a következő hónapban – a polgárháború elkerülésére hivatkozva – maga hajtott vére puccsot, melynek során a katonaság átvette a hatalmat, kihirdették a szükségállapotot, feloszlatták a Szuverén Tanácsot – amely mindeddig megosztotta a hatalmat az ország katonái és a civilek között – és az átmeneti kormányt, valamint őrizetbe vették a miniszterelnököt, Abdalla Hamdok, több miniszterrel és kormánytisztviselővel együtt.
November 11-én rendeletet bocsátott ki egy új, átmeneti szuverén tanács felállításról, amelyben ugyanazok a katonai tagok és lázadó vezetők kaptak helyett, mint korábban, azonban a civil tagokat újjakkal cserélték le. Az újonnan felállított testület élén is megtartotta pozícióját csakúgy, mint helyettese, Mohamed Hamdan Dagalo altábornagy. November 20-án a civilek és a katonaság – közvetítőkön keresztül – megállapodást kötöttek egymással, melynek részeként elengedték a politikai foglyokat, a letartóztatott kormánytagokat, és visszahelyezték hivatalába Hamdokot (november 21.), aki a szűnni nem akaró tüntetések hatására a következő év elején önként lemondott tisztéről (január 2.).